# Na Zawsze (Power Play)
„Na Zawsze“ е песен на полската група Power Play от пети си студиен албум „Power Play“, издаден през 2014 година.